# Pierwszy sekretarz stanu (Hiszpania)

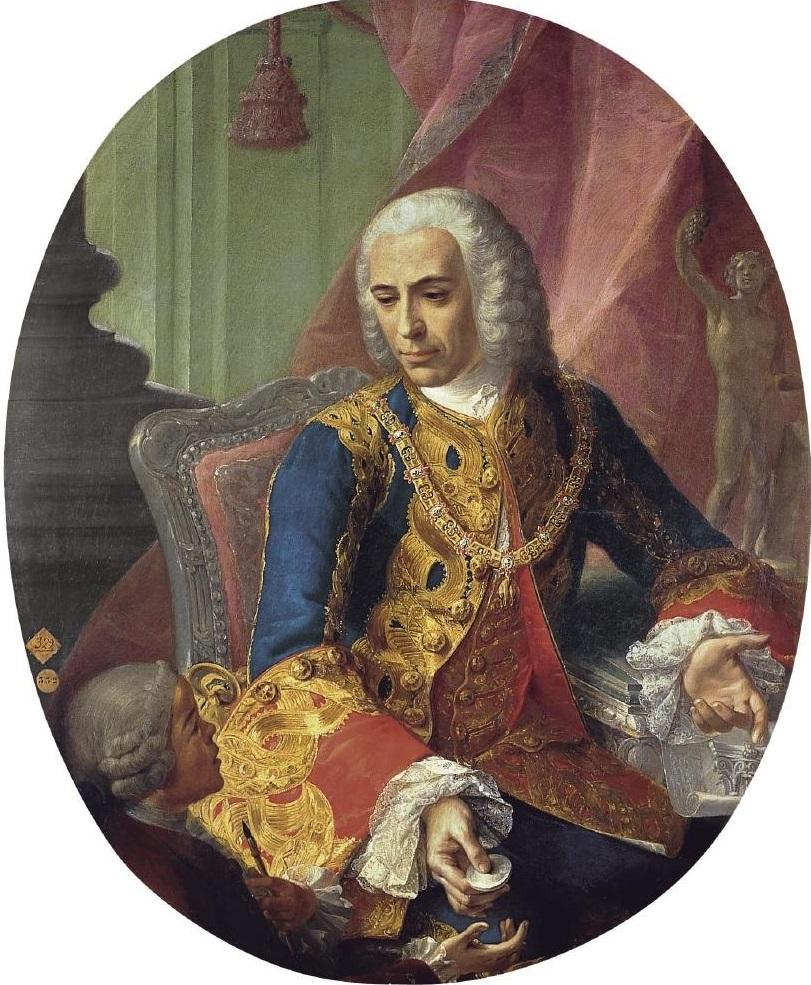
José de Carvajal y Lancaster
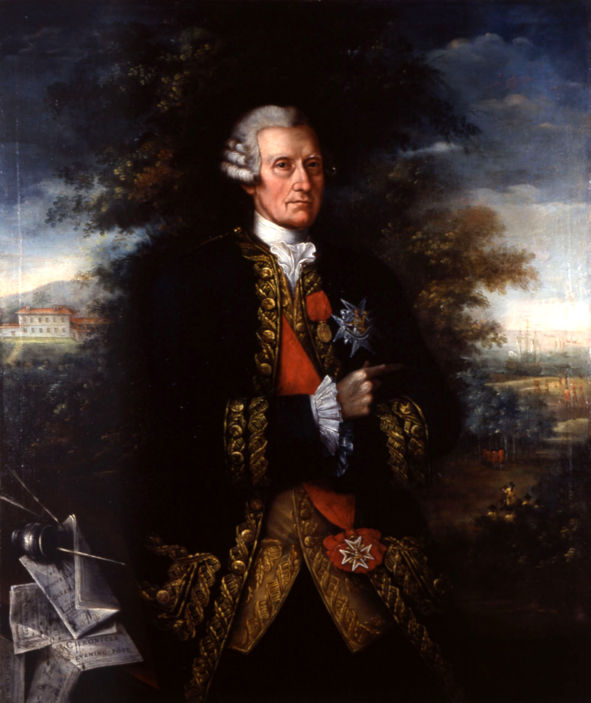
Ricardo Wall
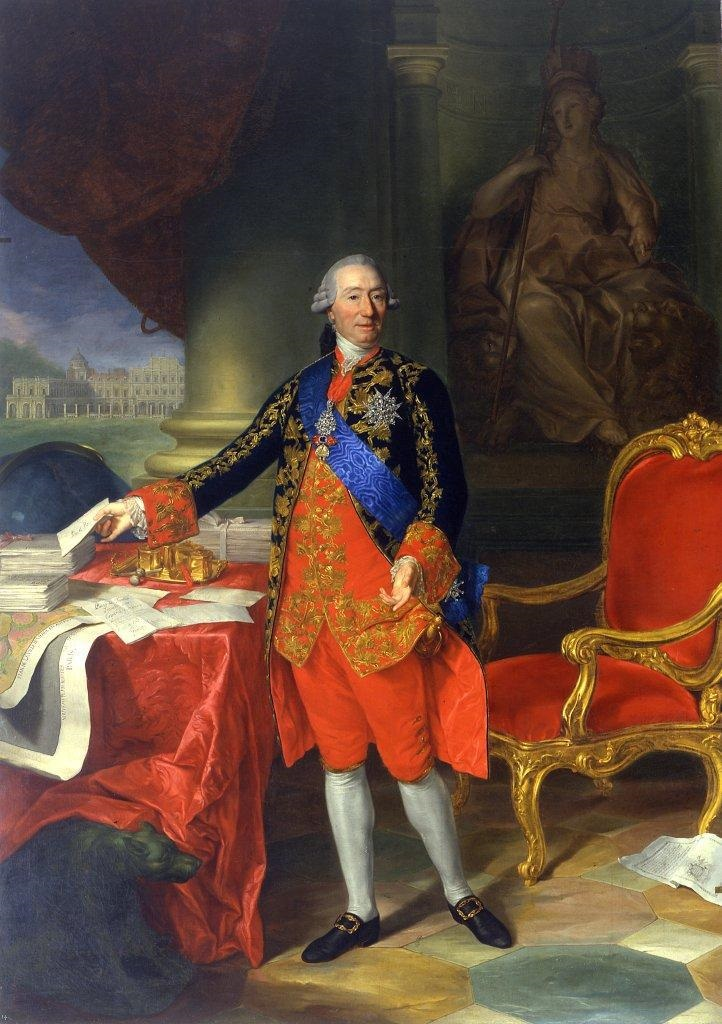
Jerónimo Grimaldi
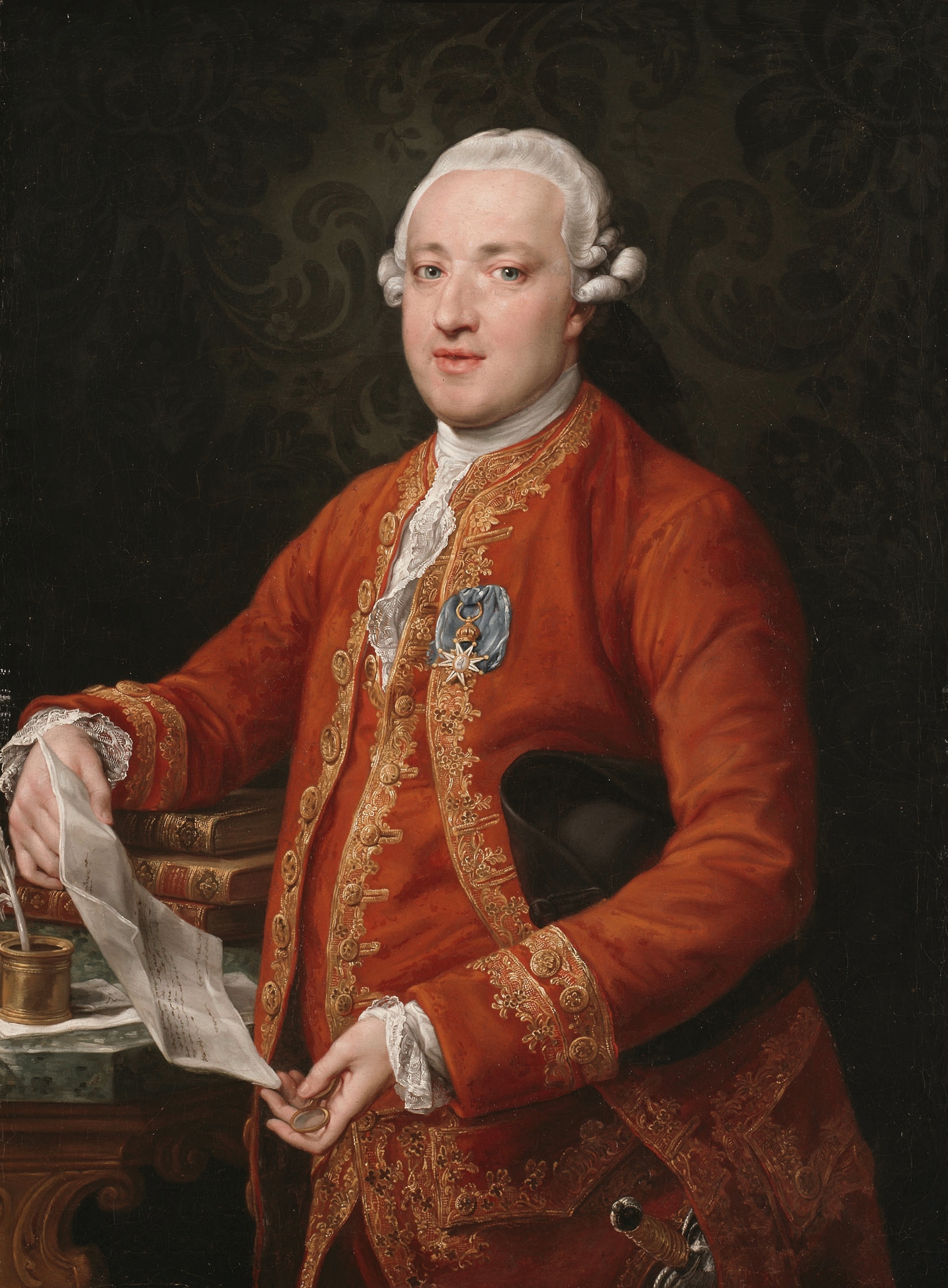
José Moñino, hrabia Floridablanca
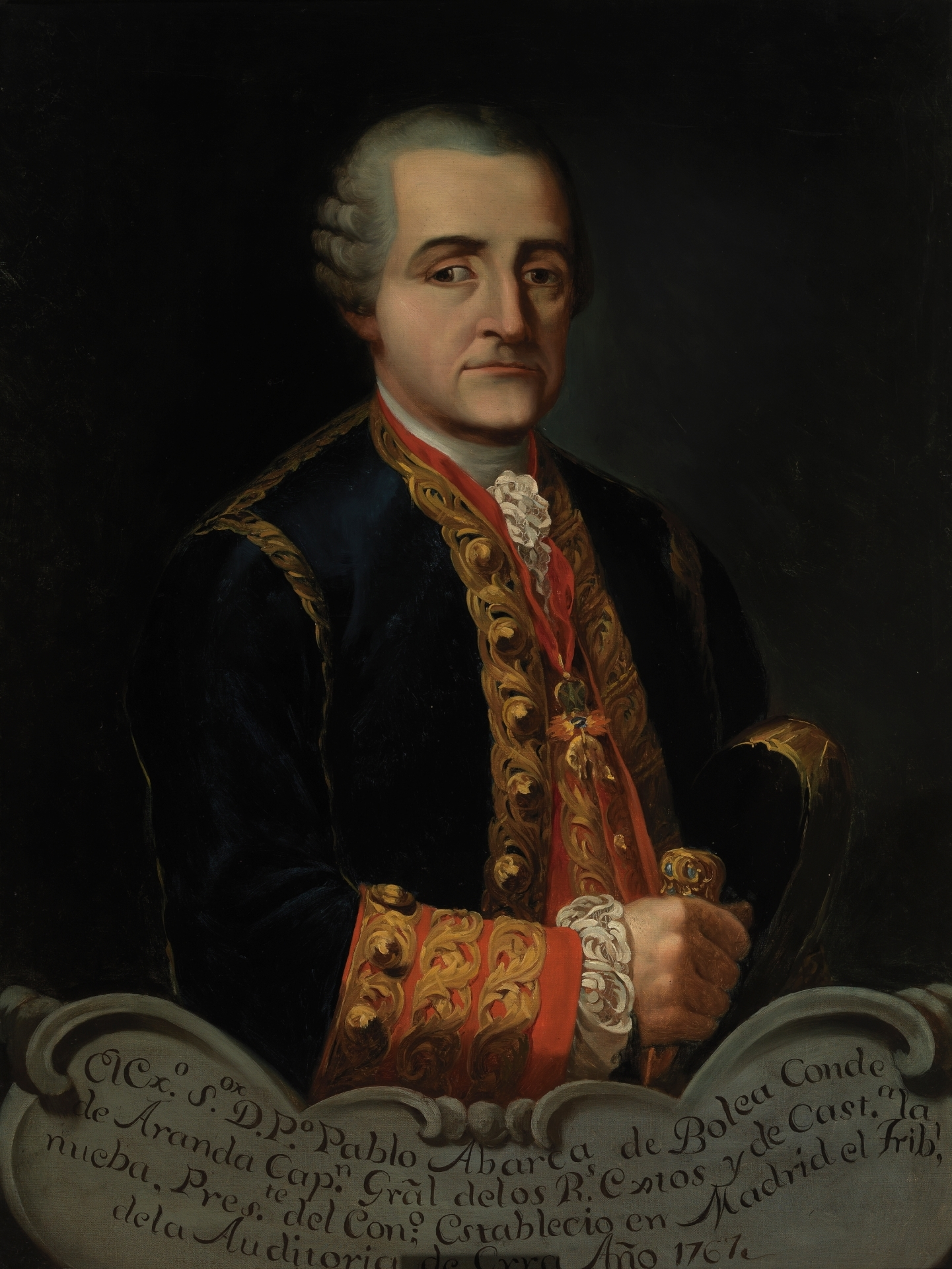
Pedro de Aranda
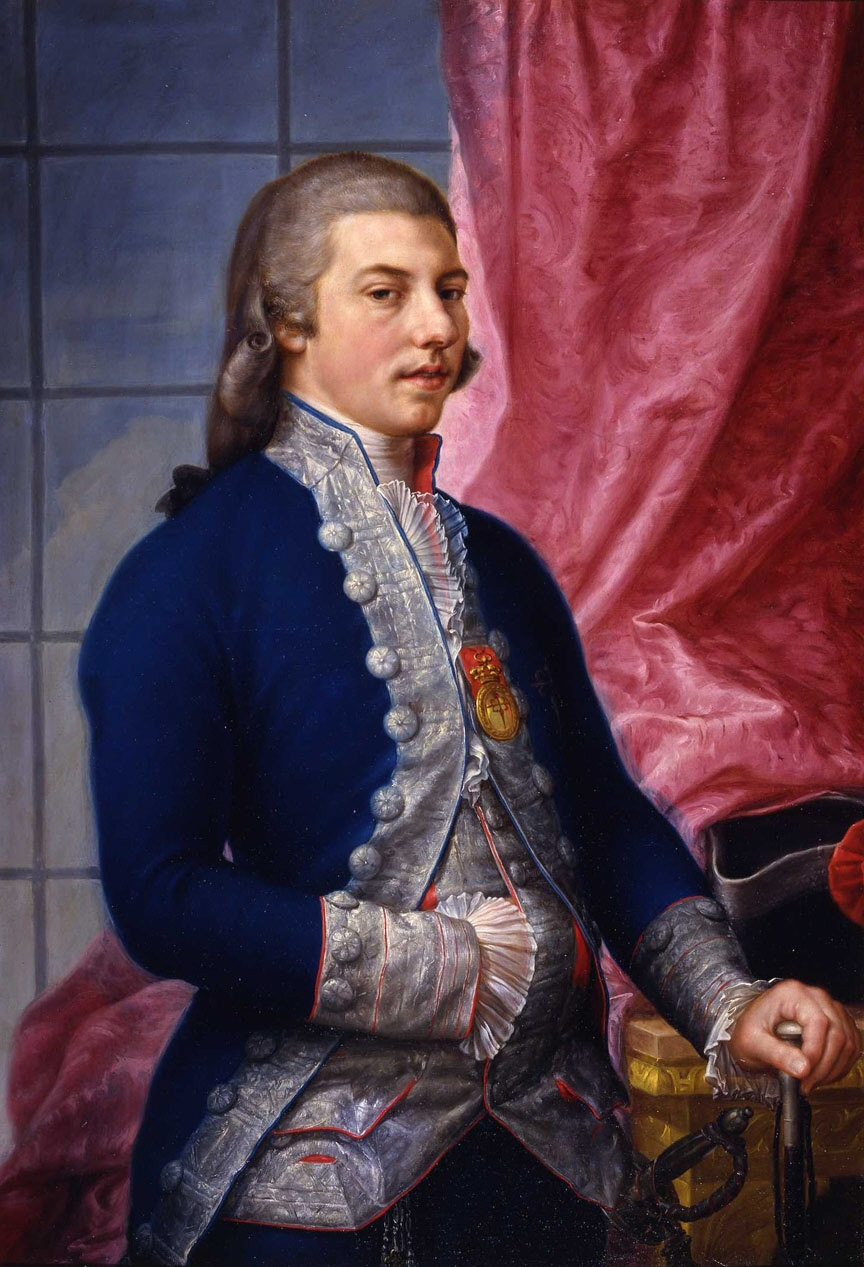
Manuel Godoy

## Pierwsi sekretarze stanu do 1800
- Jean Orry (1701–1714), jednocześnie z dwoma innymi ministrami:
- Pedro Fernandez del Campo y Angulo, markiz Mejorada 11 lipca 1705 – 15 kwietnia 1714
- Manuel de Vadillo y Velasco 15 kwietnia 1714 – 14 listopada 1714
- José de Grimaldo (30 listopada 1714 – 14 stycznia 1724) (de facto od 1719 rządził Giulio Alberoni).
- Juan Bautista de Orendáin (J.B. Orendayn y Azpilcueta) 14 stycznia – 4 listopada 1724
- José de Grimaldo (4 listopada 1724 – 12 grudnia 1725) II raz
- Juan Guillermo Ripperdá (12 grudnia 1725 – 14 kwietnia 1726)
- José de Grimaldo (14 kwietnia 1726 – 1 października 1726) III raz
- Juan Bautista de Orendáin (1 października 1726 – 21 listopada 1734) II raz
- José Patiño (21 listopada 1734 – 26 listopada 1736)
- Sebasitián de la Quadra y Llarena, markiz Villarías (26 listopada 1736 – 4 grudnia 1746)
- José de Carvajal y Lancaster (4 grudnia 1746 – 9 kwietnia 1754)
- Fernando de Silva y Álvarez de Toledo (9 kwietnia 1754 – 15 maja 1754)
- Ricardo Wall y Devreux (15 maja 1754 – 9 października 1763)
- Jerónimo Grimaldi (9 października 1763 – 19 lutego 1776)
- José Moñino, hrabia Floridablanca (19 lutego 1777 – 28 lutego 1792)
- hrabia Pedro de Aranda (28 lutego 1792 – 15 listopada 1792)
- Manuel Godoy (15 listopada 1792 – 30 marca 1798)
- Francisco de Saavedra y Sangronis (30 marca 1798 – 22 października 1798)
- Mariano Luis de Urquijo y Muga (22 lutego 1799 – 13 grudnia 1800)